# Halterofilia en los Juegos Olímpicos de París 2024
La halterofilia en los Juegos Olímpicos de París 2024 se realizó en la Arena Paris Sud 6 de París del 7 al 11 de agosto de 2024.
En total fueron disputadas en este deporte 10 pruebas diferentes, 5 masculinas y 5 femeninas. El programa de competiciones se modificó en relación con la edición anterior, se realizaron dos pruebas menos por género.

## Clasificación
Participaron en total 120 deportistas (60 hombres y 60 mujeres) de diferentes comités olímpicos nacionales pertenecientes a la Federación Internacional de Halterofilia.

## Calendario
| Fecha→ Categoría ↓ | 07 Mié | 08 Jue | 09 Vie | 10 Sáb | 11 Dom |
| ------------------ | ------ | ------ | ------ | ------ | ------ |
| –61 kg             | ●      |        |        |        |        |
| –73 kg             |        | ●      |        |        |        |
| –89 kg             |        |        | ●      |        |        |
| –102 kg            |        |        |        | ●      |        |
| +102 kg            |        |        |        | ●      |        |

| Fecha→ Categoría ↓ | 07 Mié | 08 Jue | 09 Vie | 10 Sáb | 11 Dom |
| ------------------ | ------ | ------ | ------ | ------ | ------ |
| –49 kg             | ●      |        |        |        |        |
| –59 kg             |        | ●      |        |        |        |
| –71 kg             |        |        | ●      |        |        |
| –81 kg             |        |        |        | ●      |        |
| +81 kg             |        |        |        |        | ●      |

## Medallistas

### Masculino
| Evento                 | Oro                                                     | Plata                                              | Bronce                                             |
| ---------------------- | ------------------------------------------------------- | -------------------------------------------------- | -------------------------------------------------- |
| 61 kg (7 de agosto)    | Li Fabin · República Popular China · 143 + 167 = 310*   | Theerapong Silachai · Tailandia · 132 + 171 = 303* | Hampton Morris · Estados Unidos · 126 + 172 = 298* |
| 73 kg (8 de agosto)    | Rizki Juniansyah · Indonesia · 155 + 199 = 354 RO       | Weeraphon Wichuma · Tailandia · 148 + 198 = 346    | Bozhidar Andreev · Bulgaria · 154 + 190 = 344      |
| 89 kg (9 de agosto)    | Karlos Nasar · Bulgaria · 180 + 224 = 404 RM            | Yeison López · Colombia · 180 + 210 = 390          | Antonino Pizzolato · Italia · 172 + 212 = 384      |
| 102 kg (10 de agosto)  | Liu Huanhua · República Popular China · 186 + 220 = 406 | Akbar Joʻrayev · Uzbekistán · 185 + 219 = 404      | Yauheni Tsijantsou · AIN · 183 + 219 = 402         |
| +102 kg (10 de agosto) | Lasha Talajadze · Georgia · 215 + 255 = 470             | Varazdat Lalayan · Armenia · 215 + 252 = 467       | Gor Minasian · Baréin · 216 + 245 = 461            |

- (*) – Arrancada (kg) + dos tiempos (kg) = total olímpico (kg)

### Femenino
| Evento                | Oro                                                        | Plata                                            | Bronce                                           |
| --------------------- | ---------------------------------------------------------- | ------------------------------------------------ | ------------------------------------------------ |
| 49 kg (7 de agosto)   | Hou Zhihui · República Popular China · 89 + 117 = 206*     | Mihaela Cambei · Rumania · 93 + 112 = 205*       | Surodchana Khambao · Tailandia · 88 + 112 = 200* |
| 59 kg (8 de agosto)   | Luo Shifang · República Popular China · 107 + 134 = 241 RO | Maude Charron · Canadá · 106 + 130 = 236         | Kuo Hsing-Chun · China Taipéi · 105 + 130 = 245  |
| 71 kg (9 de agosto)   | Olivia Reeves · Estados Unidos · 117 + 145 = 262           | Mari Leivis Sánchez · Colombia · 112 + 145 = 257 | Angie Palacios · Ecuador · 116 + 140 = 256       |
| 81 kg (10 de agosto)  | Solfrid Koanda · Noruega · 121 + 154 = 275 RO              | Sara Ahmed · Egipto · 117 + 151 = 268            | Neisi Dajomes · Ecuador · 122 + 145 = 267        |
| +81 kg (11 de agosto) | Li Wenwen · República Popular China · 136 + 173 = 309      | Park Hye-Jeong · Corea del Sur · 131 + 168 = 299 | Emily Campbell · Reino Unido · 126 + 162 = 288   |

- (*) – Arrancada (kg) + dos tiempos (kg) = total olímpico (kg)

## Medallero
| Núm. | País                    | Oro | Plata | Bronce | Total |
| ---- | ----------------------- | --- | ----- | ------ | ----- |
| 1    | República Popular China | 5   | 0     | 0      | 5     |
| 2    | Bulgaria                | 1   | 0     | 1      | 2     |
| 2    | Estados Unidos          | 1   | 0     | 1      | 2     |
| 4    | Georgia                 | 1   | 0     | 0      | 1     |
| 4    | Indonesia               | 1   | 0     | 0      | 1     |
| 4    | Noruega                 | 1   | 0     | 0      | 1     |
| 7    | Tailandia               | 0   | 2     | 1      | 3     |
| 8    | Colombia                | 0   | 2     | 0      | 2     |
| 9    | Armenia                 | 0   | 1     | 0      | 1     |
| 9    | Canadá                  | 0   | 1     | 0      | 1     |
| 9    | Corea del Sur           | 0   | 1     | 0      | 1     |
| 9    | Egipto                  | 0   | 1     | 0      | 1     |
| 9    | Rumania                 | 0   | 1     | 0      | 1     |
| 9    | Uzbekistán              | 0   | 1     | 0      | 1     |
| 15   | Ecuador                 | 0   | 0     | 2      | 2     |
| 16   | AIN                     | 0   | 0     | 1      | 1     |
| 16   | Baréin                  | 0   | 0     | 1      | 1     |
| 16   | China Taipéi            | 0   | 0     | 1      | 1     |
| 16   | Italia                  | 0   | 0     | 1      | 1     |
| 16   | Reino Unido             | 0   | 0     | 1      | 1     |
|      | TOTAL                   | 10  | 10    | 10     | 30    |